# Il frasario ungherese

John Cleese e Terry Jones (di spalle) in E ora qualcosa di completamente diverso.

Il frasario ungherese (Dirty Hungarian Phrasebook) è uno sketch del Monty Python's Flying Circus trasmesso nel dodicesimo episodio della seconda serie e appare anche nel film E ora qualcosa di completamente diverso. Come in molti altri sketch, in questo appaiono alcuni doppi sensi riguardanti il sesso.

## Lo sketch
Lo sketch è ambientato in una tabaccheria dove un turista ungherese (John Cleese) con in mano un frasario anglo-ungherese comincia un dialogo con il tabaccaio (Terry Jones). L'ungherese vorrebbe comprare delle sigarette, ma il frasario è pieno di doppi sensi sessuali che fanno confondere il tabaccaio. Quest'ultimo, poi, prende il frasario per far capire all'ungherese quanto deve pagare, ma l'ungherese si offende e gli tira un pugno. Poi arriva un poliziotto (Graham Chapman) e arresta l'ungherese.
Alla fine la scena si sposta in un tribunale dove viene processato l'editore del frasario (Michael Palin), accusato di aver pubblicato volontariamente un frasario anglo-ungherese pieno di doppi sensi. All'inizio si auto-definisce "non colpevole", ma dopo che l'avvocato d'accusa (Eric Idle) gli fa delle domande e legge alcune citazioni del frasario, comincia ad auto-definirsi "incompetente".

## Il cast
- John Cleese: turista ungherese, avvocato
- Terry Jones: tabaccaio, giudice
- Graham Chapman: poliziotto
- Michael Palin: editore
- Eric Idle: avvocato di pubblica accusa

## E ora qualcosa di completamente diverso
Nella versione del film E ora qualcosa di completamente diverso, alla fine dello sketch c'è un altro ungherese che dice a un cittadino "Per favore, stringimi forte le chiappe" (in realtà voleva sapere dov'era la stazione). Il cittadino tuttavia gli dà le indicazioni come se niente fosse.

## Citazioni del frasario del film
- "Io non acquisterò questo disco, perché è graffiato".
- "Io non acquisterò questa tabaccheria, perché è graffiata".
- "Il mio hovercraft è pieno di anguille".
- "Non vorresti venire a prendere il tè a casa mia, bel maschione?".
- "Lei è un gran finocchio".
- "Se ti dicessi che hai un corpo bellissimo, ti schiacceresti contro di me?"
- "Io non sono più infetto".
- "Tu hai delle splendide cosce".
- "Fa' giù pantaloni, Sir Arthur, non posso aspettare che faccia buio".
- "I miei capezzoli esplodono di piacere".
- "La frase ungherese che vuol dire 'Scusi, può dirmi dov'è la stazione ferroviaria?' è qui a fianco tradotta con la seguente frase 'Per favore, stringimi forte le chiappe'".